# Аэродинамический гребень

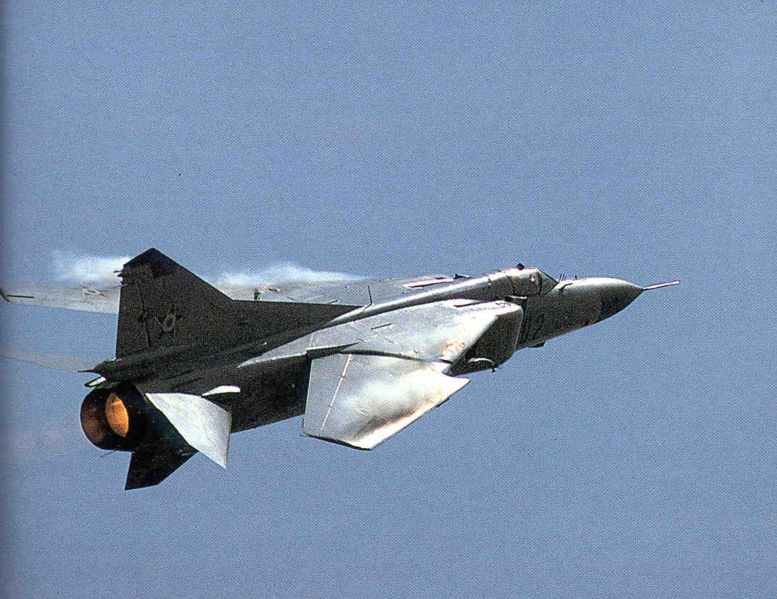
Виден развитый форкиль вертикального оперения (над фюзеляжем) и большой подфюзеляжный гребень в выпущенном положении, который перед посадкой складывается в сторону. Самолёт МиГ-23.

Аэродинами́ческий гре́бень — вспомогательная вертикальная аэродинамическая поверхность самолёта, предназначенная для повышения его путевой статической устойчивости. Располагается в плоскости симметрии самолёта на хвостовой части фюзеляжа (форкиль), под фюзеляжем (подфюзеляжный гребень) или на поверхности консоли крыла (гребень крыла), иногда устанавливают на носовой части фюзеляжа для взаимодействия с вертикальным оперением.
Форкиль увеличивает путевую статическую устойчивость самолёта на больших углах скольжения. Форкиль с подфюзеляжным гребнем изменяют характер обтекания фюзеляжа при скольжении. Приближенно можно считать, что фюзеляж без форкиля и гребня при скольжении обтекается потоком как цилиндрическое тело. При наличии форкиля и гребня коэффициент бокового сопротивления увеличивается, а следовательно, увеличивается выравнивающий момент при нарушении бокового равновесия самолёта в полёте. Это сделано для путевой устойчивости в полёте на высоких скоростях и для улучшения симметричности обтекания самолёта на больших углах атаки, уменьшения вероятности штопора. Плоский штопор у самолёта затруднён. Упрощён вывод самолёта из установившегося крутого штопора. Наличие форкиля улучшает обтекание киля. Один или несколько подфюзеляжных гребней, расположенных под углом к плоскости симметрии, повышают путевую статическую устойчивость самолёта на больших углах атаки. Аэродинамические гребни иногда выполняют складывающимися.